# Heinrich Bullinger
Heinrich Bullinger, född 18 juli 1504 i Bremgarten, Aargau, död 17 september 1575 i Zürich, var en schweizisk reformator. Han var en av de mest betydande reformerta teologerna under 1500-talet.
Bullinger korresponderade med reformerta, anglikanska, lutherska och baptistiska teologer samt flera monarker. Brevväxlingen består av ungefär 12 000 brev till och från Bullinger, de flesta  skrivna på latin med citat på hebreiska och grekiska. En tiondedel av Bullingers brev är skrivna på tyska.

## Andra reformatorer
- Martin Luther
- Ambrosius Blarer
- Jean Calvin
- Huldrych Zwingli